# Förnuftets usle trälar
Förnuftets usle trälar är en psalmtext av den herrnhutiske prästen Lars Thorstensson Nyberg. Sången har 4 verser och sjungs till samma melodi som psalmen Mit skepp nog länge.

## Publicerad i
- Sions sånger 1810 som nummer 113 under rubriken "Om Jesu omfattande med Trona".